# Alstom Coradia Lint
De Coradia LINT is een type twee- of driedelig treinstel of motorrijtuig (eendelig). Het is een zogenaamde light train, ontworpen door fabrikant Linke-Hofmann-Busch (LHB) uit Salzgitter. Door de overname van LHB door Alstom wordt het treinstel geproduceerd door Alstom. Het acroniem LINT staat voor "Leichter Innovativer Nahverkehrstriebwagen". Oospronkelijk werd de Lint enkel gemaakt in de dieselmechanisch versie, die in productie was van 1999 tot eind 2023. Er is daarnaast ook de waterstofversie iLint, die wel nog in productie is.
De Nederlandse versie is bekend onder de naam Syntus LINT en officieel Alstom Coradia LINT 41/H, is een tweedelig treinstel met dieselmechanische aandrijving. Deze lighttrain met lagevloerdeel voor het regionaal personenvervoer wordt in Nederland ingezet door spoorwegonderneming Arriva. Voorheen werden ook enkele treinstellen ingezet bij Veolia en Keolis.
De LINT is leverbaar als motorrijtuig (eendelig) onder de naam LINT 27 (27,26 meter lang), of als twee- of driedelig treinstel onder de naam LINT 41 (41,81 meter lang)/LINT 54 of LINT 81. De LINT heeft een topsnelheid van 120 km/h.
Bij DB Regio zijn de LINT 27 bekend als serie 640 en de LINT 41 als serie 648, 1648 en 623 (nieuw type). Het nieuw type LINT 54 is bekend als de serie 622 en de LINT 81 als serie 620.0+621.0+620.5.
De LINT 41 maakt gebruik van Jacobsdraaistellen, waardoor de bakovergangen kort en breed zijn. Door het aanscherpen van de botsnormen door de Europese Commissie is het design aangepast, hierbij zijn de jacobsdraaistellen niet meer toegepast. De nieuwe tweedelige treinstellen staan bekend als LINT 54.
Net als bij de Talent, een gelijksoortig treinstel van Bombardier, bevinden de motoren zich aan de uiteinden van de rijtuigbakken, waardoor de vloerhoogte daar 1038 mm is. In het midden, waar zich de deuren bevinden, bedraagt de vloerhoogte 580 mm bij treinen van het type LINT 27 en LINT 41 of een vloerhoogte van 780 mm bij treinen van het type LINT 27/H, LINT 41/H, LINT 54 en LINT 81. De eendelige motorrijtuigen hebben een Tognum (MTU) dieselmotor van 315 kW), de meerdelige treinstellen hebben twee treinstellen.
Met de levering van een treinstel aan het Landesnahverkehrsgesellschaft Niedersachsen is op 2 november 2011 het vijfhonderdste LINT-treinstel geleverd.

## iLint

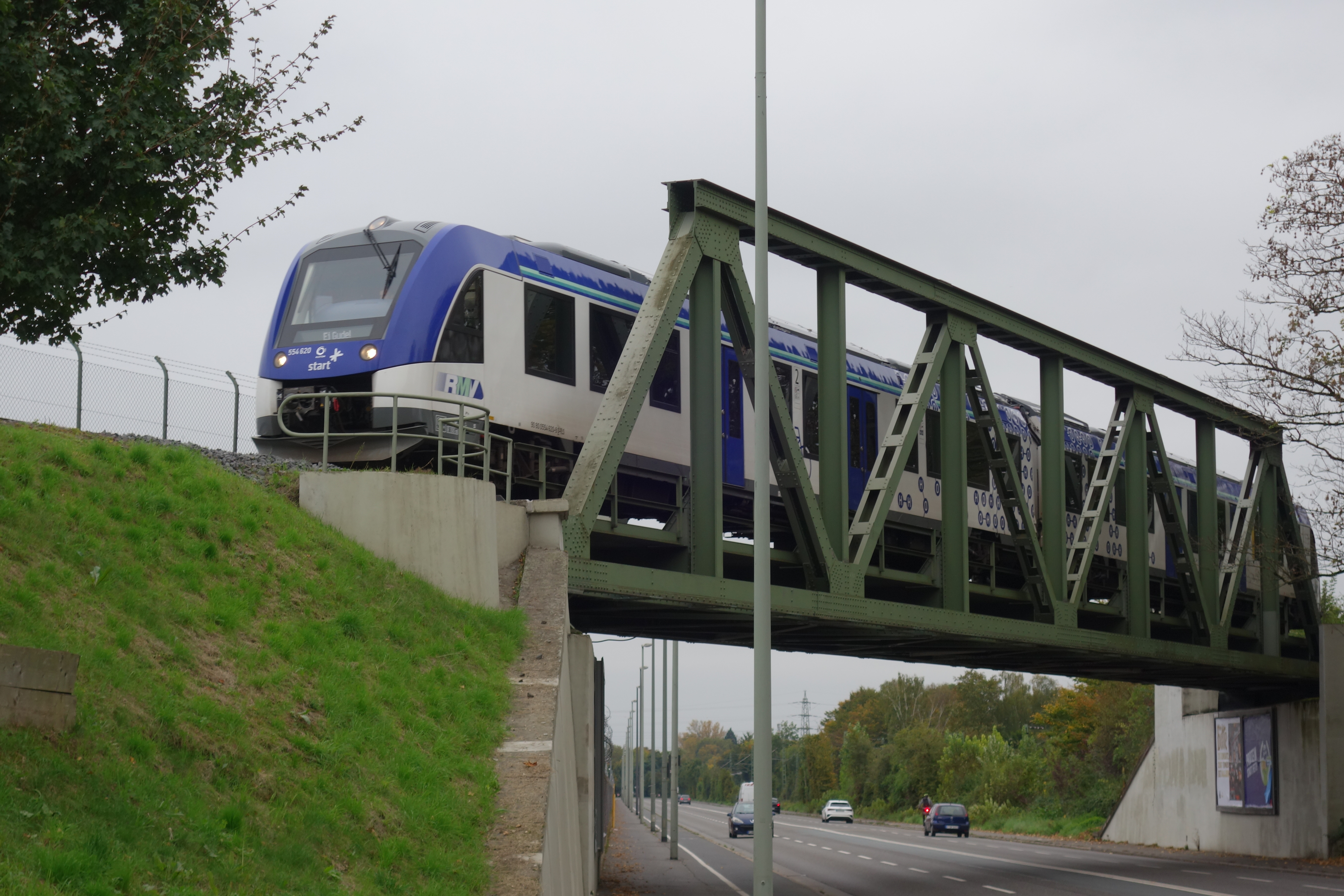
iLint op weg naar het waterstoftankstation in het Industriepark Höchst

Op basis van de dieselmechanische LINT 54 heeft Alstom samen met het Deutsches Zentrum für Luft- und Raumfahrt de iLint ontwikkeld, een elektrisch treinstel met stroomvoorziening door waterstof-brandstofcellen.
Deze voertuigen worden onder meer ingezet in de omgeving van Frankfurt en worden getankt op het Industriepark Höchst, waar de waterstof als bijproduct wordt geproduceerd.

## Versies bij de verschillende vervoerbedrijven
| Serie                             | Type      | Afbeelding | Vervoerder                                          | In dienst gesteld     | Aantal | Aantal rijtuigen | Opmerkingen |
| --------------------------------- | --------- | ---------- | --------------------------------------------------- | --------------------- | ------ | ---------------- | --- |
| DB Baureihe 640                   | LINT 27   |            | DB                                                  | 2000                  | 30     | 1                | |
| VT 300                            | LINT 41   |            | Nord-Ostsee-Bahn (NOB)                              | 2000                  | 9      | 2                | |
| VT 500                            | LINT 41   |            | NordWestBahn (NWB) (LNVG)                           | 2000                  | 34     | 2                | |
| VT 2.70                           | LINT 41   |            | nordbahn Eisenbahngesellschaft (NBE)                | 2001                  | 1      | 2                | |
| VT 2.70                           | LINT 41   |            | Schleswig-Holstein-Bahn (SHB)                       | 2001                  | 5      | 2                | |
| VT 700                            | LINT 41   |            | Ostseeland Verkehr (OLA)                            | 2001                  | 6      | 2                | |
| DB Baureihe 648                   | LINT 41   |            | DB                                                  | 2001-2015             | 144    | 2                | |
| Nederland (oorspronkelijk Syntus) | LINT 41/H |            | Keolis (Syntus)                                     | 2001-2005             | 25     | 2                | De 31 is gesloopt na een aanrijding. Van december 2012 tot en met december 2023 reden enkel de 36 en 38-45. Andere treinstellen zijn verkocht aan Arriva, Veolia en Inlandsbanan (Zweden). |
| VT 100                            | LINT 41   |            | EVB (LNVG)                                          | 2003                  | 9      | 2                | |
| VT 4.01                           | LINT 41   |            | Eurobahn                                            | 2003                  | 11     | 2                | |
| VT 11                             | LINT 41   |            | Abellio Rail                                        | 2005                  | 3      | 2                | Inzet op traject Gelsenkirchen – Wanne-Eickel Hbf – Bochum Hbf |
| Coradia LINT                      | LINT 41/H |            | Arriva                                              | 2013 2016 2018        | 2 7 1  | 2 2 2            | Voormalige Syntus-treinstellen 33 en 34, rijden sinds december 2013 tussen Almelo en Mariënberg (sinds augustus 2016 Almelo en Hardenberg). Voormalige Syntus-treinstellen 24-26, 28-30 en 32, rijden sinds december 2023 in Gelderland en Overijssel op het traject Zutphen – Hengelo – Oldenzaal. Voormalig Syntus-treinstel 37, rijdt sinds 2018 tussen Almelo en Hardenberg. |
| Coradia LINT                      | LINT 41/H |            | Veolia Transport Rail                               | 2014                  | 2      | 2                | Voormalige Syntus-treinstellen 35 en 37. Gingen in 2017 terug naar leasemaatschappij. De 35 en 37 werden in 2018 verkocht aan respectievelijk de Zweedse Inlandsbanan (samen met 21-23 en 27) en Arriva Vechtdallijnen. |
| AKN Lint 54                       | LINT 54   |            | AKN                                                 | 2015                  | 14     | 2                | |
| BE Lint 41                        | LINT 41   |            | BE                                                  | vanaf 2018            | 5      | 2                | Inzet op traject tussen Bad Bentheim en Neuenhaus |
| DB Baureihe 622                   | LINT 54   |            | DB                                                  | 2014-2015             | 42     | 2                | Dieselnetten rond Keulen, Zuidwest-Duitsland en Rheinland-Pfalz/Saarland |
| DB Baureihe 620                   | LINT 81   |            | DB                                                  | 2014                  | 38     | 3                | |
| VT 12                             | LINT 41   |            | Abellio Rail                                        | 2013                  | 9      | 2                | Inzet op traject van Solingen via Remscheid naar Wuppertal |
| VT 13                             | LINT 41   |            | VIAS GmbH                                           | 2017                  | 9      | 2                | Inzet op traject Mönchengladbach – Dalheim en Düsseldorf – Neuss – Grevenbroich – Bedburg |
| VT 870                            | LINT 27   |            | HarzElbeExpres (HEX)                                | 2005                  | 7      | 1                | |
| VT 800                            | LINT 41   |            | HarzElbeExpres (HEX)                                | 2005                  | 12     | 2                | |
| VT 200                            | LINT 41   |            | Hessische Landesbahn (HLB)                          | 2006                  | 10     | 2                | |
| 648                               | LINT 41   |            | Erixx (LNVG)                                        | 2011                  | 27     | 2                | |
| 648                               | LINT 54   |            | Erixx (LNVG)                                        | 2014                  | 28     | 2                | |
| Baureihe 622                      | LINT 54   |            | vlexx (Regentalbahn / Netinera)                     | 2014                  | 45     | 2                | |
|                                   | LINT 54   |            | (Netinera)                                          | 2014                  | 10     | 2                | |
| Baureihe 620                      | LINT 81   |            | vlexx (Regentalbahn / Netinera)                     | 2014                  | 18     | 3                | |
| VT 100                            | LINT 41   |            | NordseeBahn (NB)                                    | 2003                  | 5      | 2                | |
| VT 200                            | LINT 27   |            | vectus                                              | 2004                  | 10     | 1                | |
| VT 250                            | LINT 41   |            | vectus                                              | 2004                  | 18     | 2                | |
| Arriva Skandinavien LINT          | LINT 41   |            | Arriva                                              | 2003-2004, 2010, 2012 | 43     | 2                | |
| Lokalbanen LINT                   | LINT 41   |            | Lokalbanen                                          | 2006 - 2007           | 27     | 2                | |
| NJ Lint                           | LINT 41   |            | Nordjyske Jernbaner (NJ)                            | 2017                  | 13     | 2                | |
| Vestsjællands Lokalbaner LINT     | LINT 41   |            | Vestsjællands Lokalbaner (VL) Sinds 2009 Regionstog | 2007                  | 9      | 2                | |
| Regionstog LINT                   | LINT 41   |            | Regionstog (RT)                                     | 2009                  | 5      | 2                | |
| OC Transpo LINT                   | LINT 41   |            | OC Transpo Ottawa, Canada                           | 2013                  | 6      | 2                | |

## Versies in Nederland

### Geschiedenis in Nederland
Voor de Nederlandse markt heeft fabrikant Alstom een variant van de LINT 41 ontwikkeld. Deze LINT 41/H is speciaal geschikt voor de in Nederland en Duitsland gebruikelijke hoge perrons en heeft een vloerhoogte in het midden van 780 mm. De aanduiding '41' slaat op de lengte van het treinstel van ruim 41 meter. In het buitenland zijn er ook andere varianten van de LINT te vinden: '27' voor de eendelige versie, '54' voor een tweedelige versie zonder jacobsdraaistel en '81' voor de driedelige versie. 
In mei 2007 werden de treinstellen 44 en 45 geheel rood bestickerd, in de huisstijl van Twents, de naam waaronder Syntus en Connexxion het openbaar vervoer verzorgden in Twente. De stellen hadden dezelfde kleur gekregen als de bussen die in Twente rondreden. Sinds 27 mei 2007 werden deze twee treinstellen door Connexxion ingezet op de verbinding Almelo – Mariënberg. Hier vervingen ze de 25 jaar oude DH-motorrijtuigen (Veenexxpress). Deze treinstellen zijn aangepast aan de treinstellen 36 t/m 43.
Na het verlies van het spoorvervoer rond Arnhem en Winterswijk door Syntus aan Arriva in december 2012 zijn treinstellen 21 t/m 34 teruggegaan naar NS Financial Services. Syntus huurde tot en met december 2023 negen treinstellen van NS-dochteronderneming NS Financial Services Company, genummerd 36 en 38 t/m 45.
Op 8 december 2013 kwamen de twee van Syntus (Twents) afkomstige 33 en 34 in dienst bij Arriva, ten behoeve van de spoorlijn Almelo – Mariënberg / Hardenberg.
Op 6 oktober 2014 werd bekend dat Veolia Transport Nederland treinstellen 35 en 37 van NS Financial Services Company heeft gehuurd voor inzet in de herfst van 2014 tussen Nijmegen en Venray. De stellen, omgenummerd naar 235 en 237, waren regelmatig defect en kwamen tussen zomer van 2015 en september 2015 wegens onderhoud niet in actie.
In 2018 kwam treinstel 37 (ex 237) uit Limburg naar Almelo – Mariënberg / Hardenberg ter versterking van de 33 en 34. 37 wijkt qua kleurstelling iets af van de 33 en 34. Hij heef als enige de nieuwe Arriva logo's, evenals logo's van Blauwnet. De tekst ''Vechtdallijnen'' ontbreekt juist op de zijkanten van treinstel 37.
Op 7 juli 2023 was de laatste officiële inzet van de LINT bij Arriva op de Maaslijn. De stellen werden daarna voorzien van de Blauwnet-huisstijl en per 10 december 2023 ingezet op het traject Zutphen – Hengelo – Oldenzaal. Voor inzet op ZHO zijn de lage enkelzits opgehoogd naar normaal niveau door middel van een sokkel. Tevens is bij 24-28 & 28-30 de kast voor de hulpkoppeling verdwenen en zijn hier twee zitplaatsen voor in de plaats gekomen. Bij 32 was deze kast nooit aanwezig. 

#### Einde bij Keolis
Keolis had de negen geleasete treinstellen 36 en 38-45 oorspronkelijk van NS Financial Services overgenomen. De 9 treinstellen van Keolis zijn na de overname van Arriva op het traject Zutphen – Oldenzaal buiten dienst gesteld, naar Zwolle rangeer overgebracht, vervolgens naar opstelterrein Utrecht Cartesius en op 22 mei 2024 weer terug naar Zwolle.
In juli 2025 zijn ze verkocht aan het Roemeense Transferoviar Călători.

#### Overige verkoop
Begin mei 2019 zijn de in de wagenwerkplaats Amersfoort opgeslagen LINT'en 21-23, 27 en 35 verkocht aan Inlandsbanan AB te Zweden.

### Constructie, techniek en inrichting
Het treinstel is opgebouwd uit een aluminium frame met een frontdeel van GVK. Typerend aan dit treinstel is de grote voorruit. De treinen werden geleverd als tweedelig dieseltreinstel met mechanische overbrenging. De trein heeft een lagevloerdeel. Deze treinen hebben Scharfenbergkoppelingen en kunnen tot drie stuks gecombineerd in treinschakeling rijden. Zij zijn uitgerust met luchtvering.
De treinstellen hebben een computergestuurde luchtdrukrem van Mannesmann-Rexroth, met automatische lastafregeling (remvermogen wordt aangepast naar belading). Als terugvaloptie voor de computersturing is er ook een remkraan aanwezig, ingesteld op de snelwerkende stand P. Beide luchtdrukremsystemen maken gebruik van de schijfremmen op de assen. Verder is er nog een hydrodynamische rem en een magneetrem aanwezig.
Het treinstel beschikt over twee dieselmotoren (MTU 6R 183 TD 13H, gebaseerd op Mercedes-Benz OM447 hLA) die voldoen aan de Euro 2-norm. De kracht van deze motoren wordt via een versnellingsbak (type ZF Ecomat 5HP600) overgebracht op de assen. Daarachter bevindt zich een omkeerinrichting die ervoor zorgt dat het treinstel in beide richtingen kan rijden. 

### Revisie
In 2013 werden de treinstellen 36 en 38 t/m 43 van Syntus gemoderniseerd, in 2014 gevolgd door de 44 en 45. Dit om aan de eisen van het concessiegebied Twente te kunnen voldoen. Bij deze modernisering werd het interieur aangepast, kwamen er informatieschermen, stopcontacten en een Wi-Fi-verbinding in de trein. Tevens werden de treinen voorzien van een toilet. Ook de buitenkant is aangepast en voorzien van de Twents-licht rode kleur met het Twentse Ros-logo. Tijden de revisie zijn de stellen voorzien van een UIC-baknummers en voertuighoudercode (AVE).
Bij de invoering van Blauwnet kregen alle stellen die werden ingezet op lijnen RS21 en RS24 (Zutphen – Hengelo – Oldenzaal) de Blauwnet-uitvoering.
In 2017 zijn stellen 24-26, 28-30 en 32 van Arriva (die destijds op de Maaslijn werd ingezet) ook voorzien van een toilet en nieuwe stoelbekleding.

### Baknummers (UIC)
| Stelnummer                    | Bk1 (ABk bij Arriva)                           | Bk2 (Bk bij Arriva)                            |
| ----------------------------- | ---------------------------------------------- | ---------------------------------------------- |
| 21                            | x                                              | x                                              |
| 22                            | x                                              | x                                              |
| 23                            | x                                              | x                                              |
| 24 (Arriva)                   | 95 84 5020 024-0 NL-AN                         | 95 84 5021 024-9 NL-AN                         |
| 25 (Arriva)                   | 95 84 5020 025-7 NL-AN                         | 95 84 5021 025-6 NL-AN                         |
| 26 (Arriva)                   | 95 84 5020 026-5 NL-AN                         | 95 84 5021 026-4 NL-AN                         |
| 27                            | x                                              | x                                              |
| 28 (Arriva)                   | 95 84 5020 028-1 NL-AN                         | 95 84 5021 028-0 NL-AN                         |
| 29 (Arriva)                   | 95 84 5020 029-9 NL-AN                         | 95 84 5021 029-8 NL-AN                         |
| 30 (Arriva)                   | 95 84 5020 030-7 NL-AN                         | 95 84 5021 030-6 NL-AN                         |
| 31                            | x                                              | x                                              |
| 32 (Arriva)                   | 95 84 5020 032-3 NL-AN                         | 95 84 5021 032-2 NL-AN                         |
| 33 (Arriva)                   | 95 84 5020 033-1 NL-AN                         | 95 84 5021 033-0 NL-AN                         |
| 34 (Arriva)                   | 95 84 5020 034-9 NL-AN                         | 95 84 5021 034-8 NL-AN                         |
| 35 (Veolia 235)               | 95 84 5031 035-3 NL-VTN                        | 95 84 5031 135-1 NL-VTN                        |
| 36                            | 95 84 5020 036-4 NL-SYN 36A                    | 95 84 5021 036-3 NL-SYN 36B                    |
| 37 (Veolia 237, later Arriva) | 95 84 5031 037-9 NL-VTN 95 84 5031 037-9 NL-AN | 95 84 5031 137-7 NL-VTN 95 84 5031 137-7 NL-AN |
| 38                            | 95 84 5020 038-0 NL-SYN 38A                    | 95 84 5021 038-9 NL-SYN 38A                    |
| 39                            | 95 84 5020 039-8 NL-SYN 39A                    | 95 84 5021 039-7 NL-SYN 39B                    |
| 40                            | 95 84 5020 040-6 NL-SYN 40A                    | 95 84 5021 040-5 NL-SYN 40B                    |
| 41                            | 95 84 5020 041-4 NL-SYN 41A                    | 95 84 5021 041-3 NL-SYN 41B                    |
| 42                            | 95 84 5020 042-2 NL-SYN 42A                    | 95 84 5021 042-1 NL-SYN 42B                    |
| 43                            | 95 84 5020 043-0 NL-SYN 43A                    | 95 84 5021 043-9 NL-SYN 43B                    |
| 44                            | 95 84 5020 044-8 NL-SYN 44A                    | 95 84 5021 044-7 NL-SYN 44B                    |
| 45                            | 95 84 5020 045-5 NL-SYN 45A                    | 95 84 5021 045-4 NL-SYN 45B                    |

### Inzet
De treinstellen worden in de dienstregeling 2025 ingezet op de volgende treinseries:
| Serie       | Treinsoort         | Route                            | Bijzonderheden                                                                         |
| ----------- | ------------------ | -------------------------------- | -------------------------------------------------------------------------------------- |
| 31000 RS 21 | Stoptrein (Arriva) | Almelo – Mariënberg – Hardenberg | Onderdeel van Blauwnet. 1x per uur, 2x per uur in de brede spits en op zaterdagmiddag. |
| 31200 RS 24 | Stoptrein (Arriva) | Zutphen – Hengelo – Oldenzaal    | Onderdeel van Blauwnet. Wordt in combinatie gereden met GTW.                           |

### Namen
In de loop van 2001-2006 werden bijna alle LINT-treinen van Syntus vernoemd naar bekende streekgenoten. Deze treinstellen hebben op de buitenkant een eigen naam van een bekende persoon uit het heden of verleden. In ieder treinstel bevindt zich daarnaast een afbeelding met beschrijving van de betreffende persoon. Syntus wil hiermee zijn intensieve binding met de regio en zijn inwoners benadrukken. Na de revisie van de stellen 36 en 38-45 in 2013 en 2014 zijn de namen van de stellen verwijderd.
Hieronder een overzicht van de LINT's met daarachter de naam van de persoon die de trein zijn of haar naam gegeven heeft.
| Stelnummer | Status                                         | Naam Syntus                | Functie/bekend als                           | Naam Arriva                   | Functie/bekend als                                                                                   |
| ---------- | ---------------------------------------------- | -------------------------- | -------------------------------------------- | ----------------------------- | --- |
| 21         | Verkocht aan Inlandsbanan AB te Zweden         | Masha Bijlsma              | Jazz-zangeres                                |                               | |
| 22         | Verkocht aan Inlandsbanan AB te Zweden         | Hans Keuper                | Zanger Boh Foi Toch                          |                               | |
| 23         | Verkocht aan Inlandsbanan AB te Zweden         | Ernst Daniël Smid          | Operazanger                                  |                               | |
| 24         | In dienst bij Arriva Twente (Blauwnet)         | Hendrickje Stoffels        | Vrouw van Rembrandt van Rijn                 | Witte wieven                  | Mythologische wezens                                                                                 |
| 25         | In dienst bij Arriva Twente (Blauwnet)         | Spoorjan Willink           | Oprichter Achterhoekse spoorwegen            |                               | |
| 26         | In dienst bij Arriva Twente (Blauwnet)         | Gerrit Komrij              | Schrijver/dichter                            |                               | |
| 27         | Verkocht aan Inlandsbanan AB te Zweden         | A.C.W. Staring             | Historicus/dichter/schrijver                 |                               | |
| 28         | In dienst bij Arriva Twente (Blauwnet)         | Bennie Jolink              | Zanger Normaal                               | Poasboake                     | Twentse benaming voor paasvuur                                                                       |
| 29         | In dienst bij Arriva Twente (Blauwnet)         | Sandra Vanreijs            | Country-zangeres                             | De Tukker                     | Bijnaam voor Twentenaren                                                                             |
| 30         | In dienst bij Arriva Twente (Blauwnet)         | Nout Wellink               | President-directeur De Nederlandsche Bank    |                               | |
| 31         | gesloopt                                       | Erik Breukink              | Oud-wielrenner                               |                               | |
| 32         | In dienst bij Arriva Twente (Blauwnet)         | Berd Westerveld            |                                              |                               | |
| 33         | In dienst bij Arriva Vechtdallijnen (Blauwnet) | Berend van Hackfort        | Krijgsoverste in dienst van Karel van Egmont | Anne van der Meiden           | Theoloog en communicatiewetenschapper                                                                |
| 34         | In dienst bij Arriva Vechtdallijnen (Blauwnet) | Wim van Rijkenbarg         | Voorzitter vervoeroverleg Regio Achterhoek   | Erik Hulzebosch               | Oud-schaatser en zanger                                                                              |
| 35         | Verkocht aan Inlandsbanan AB te Zweden         |                            |                                              |                               | |
| 36         | Verkocht aan Transferoviar Călători (Roemenië) |                            |                                              |                               | |
| 37         | In dienst bij Arriva Vechtdallijnen (Blauwnet) | Gerard Tebroke             | Oud-langeafstandsloper                       | De ridders van het eerste uur | 17 machinisten die als eersten op het gedecentraliseerde spoorlijn Almelo - Mariënberg gingen rijden |
| 38         | Verkocht aan Transferoviar Călători (Roemenië) | Jovink en de Voederbietels | Rock-'n-roll-band uit de Achterhoek          |                               | |
| 39         | Verkocht aan Transferoviar Călători (Roemenië) | Monique Wolbert            | Kunstenares/zangeres                         |                               | |
| 40         | Verkocht aan Transferoviar Călători (Roemenië) | Johan de Bondt             | Oud-gedeputeerde provincie Gelderland        |                               | |
| 41         | Verkocht aan Transferoviar Călători (Roemenië) | Tante Riek                 | Verzetsstrijdster in de Tweede Wereldoorlog  |                               | |
| 42         | Verkocht aan Transferoviar Călători (Roemenië) | Bert Haanstra              | Filmmaker                                    |                               | |
| 43         | Verkocht aan Transferoviar Călători (Roemenië) | Willem Wilmink             | Dichter/schrijver                            |                               | |
| 44         | Verkocht aan Transferoviar Călători (Roemenië) |                            |                                              |                               | |
| 45         | Verkocht aan Transferoviar Călători (Roemenië) | Hennie Kuiper              | Oud-wielrenner                               |                               | |

### Schadegevallen
Treinstel 31 is op 10 oktober 2001 na een overwegbotsing met een maiswagen te Lievelde zwaar beschadigd. Het stel is uiteindelijk gesloopt.
Op 6 juli 2010 kwamen de treinstellen 41 en 28 in botsing met een vrachtwagen te Miste (bij Winterswijk). Een paar maanden later raakte ook LINT 36 zwaar beschadigd bij een aanrijding met een auto te Eefde bij (Zutphen). Dit treinstel is op 25 november 2010 vertrokken naar Alstom in Salzgitter voor herstelwerkzaamheden. Medio februari 2011 kwam dit stel weer in dienst.
Op 7 november 2013 reed tijdens het rangeren treinstel 40 in Zutphen door het stootblok.
Op 3 februari 2023 botste treinstel nummer 40 tegen een boom bij Almen toen deze samen met nummer 39 onderweg was van Zutphen naar Oldenzaal.

### Interieur
De stoelen zijn van het type Kiel TREND R.

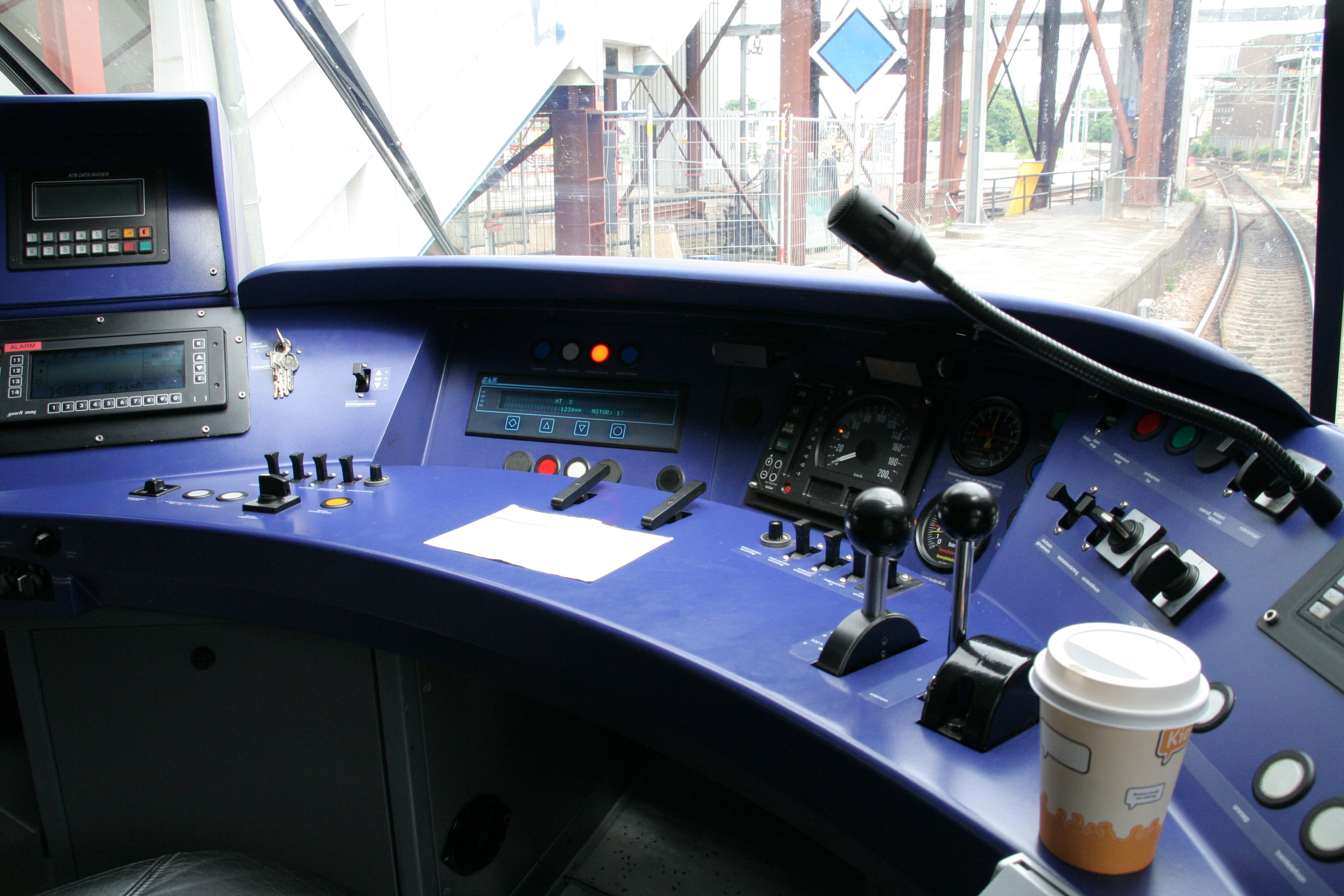
Cabine van een Syntus-stel
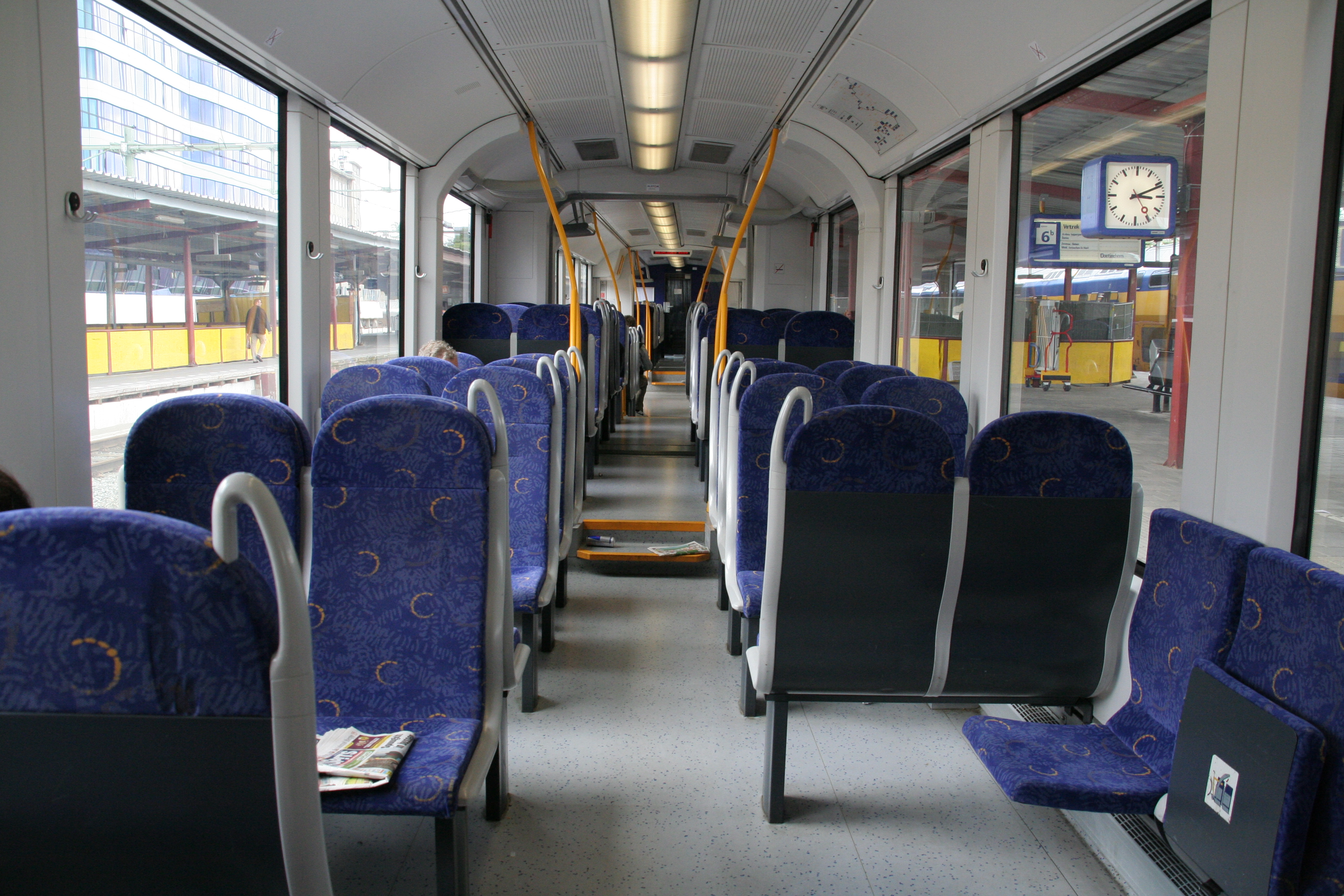
Interieur
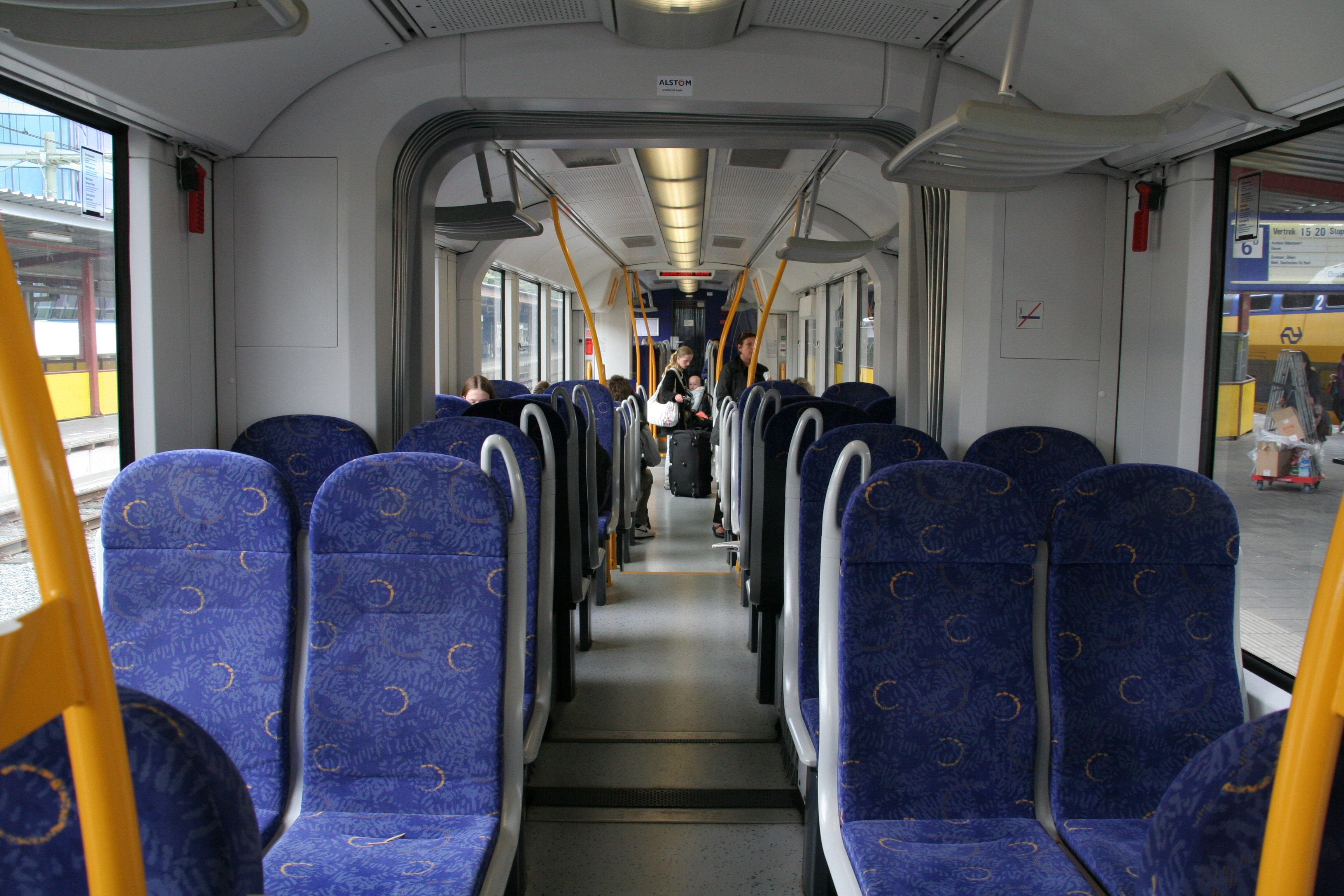
Interieur ter hoogte van de rijtuigovergang
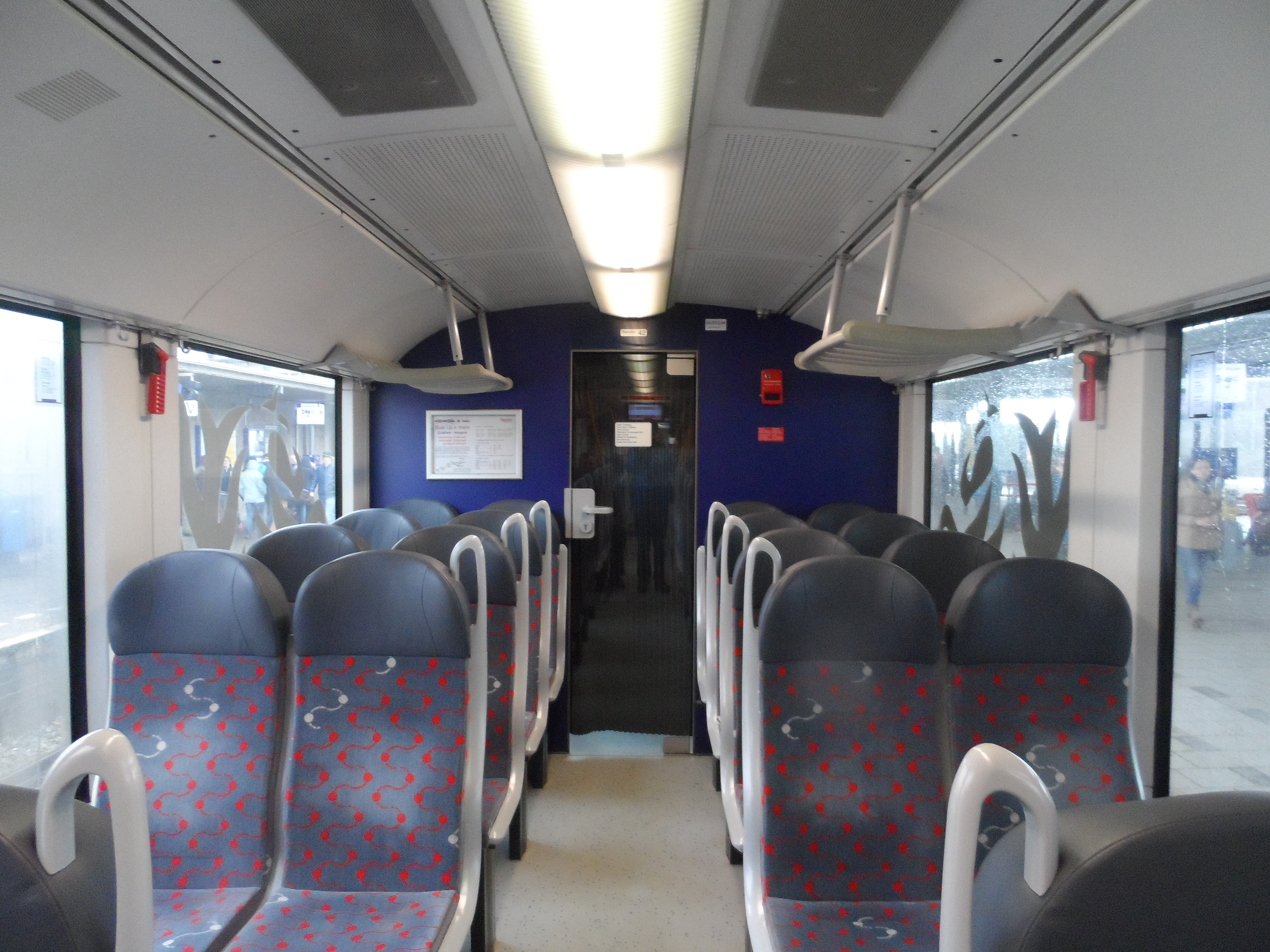
Twents-interieur
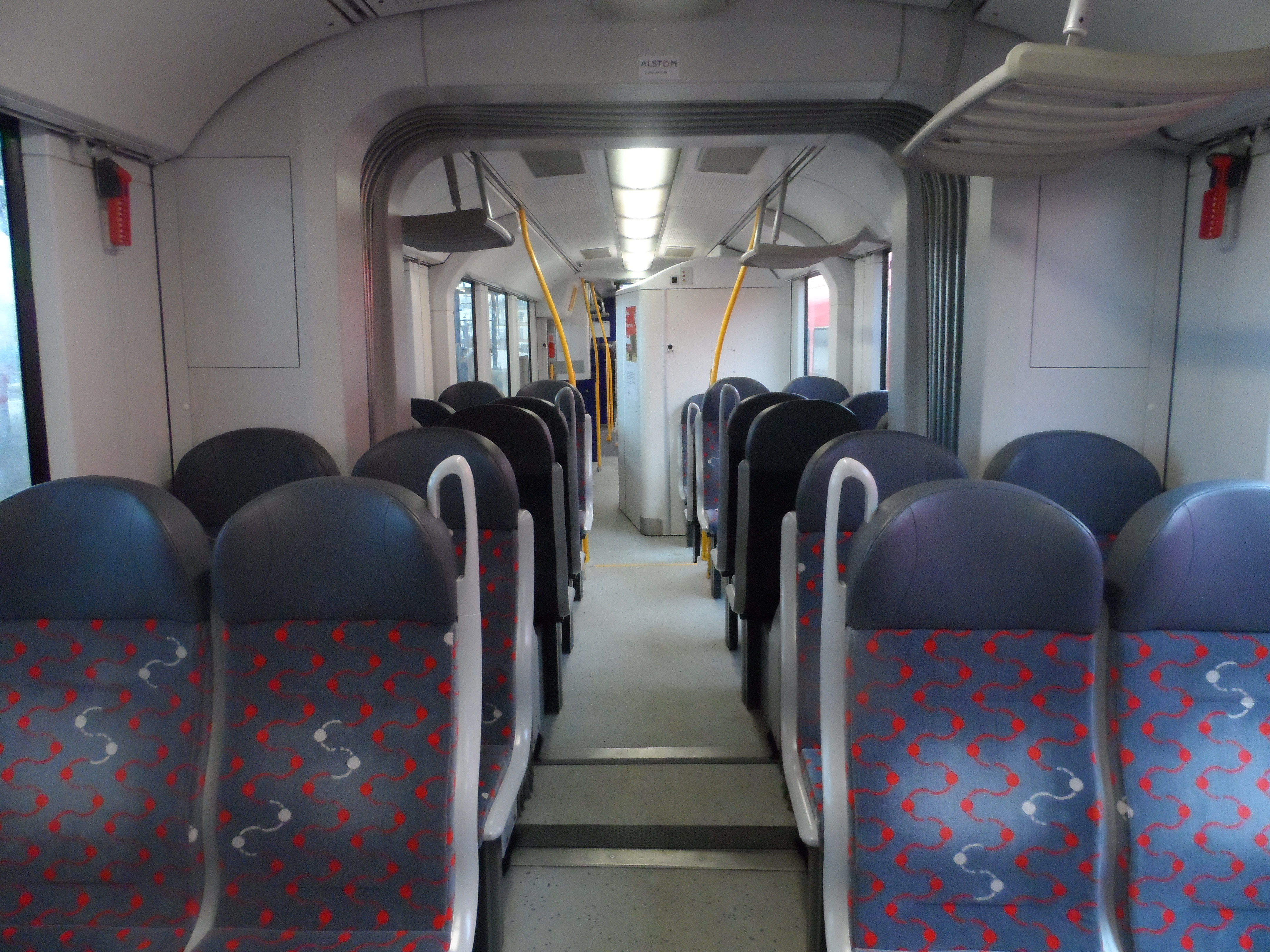
Twents-interieur ter hoogte van de rijtuigovergang
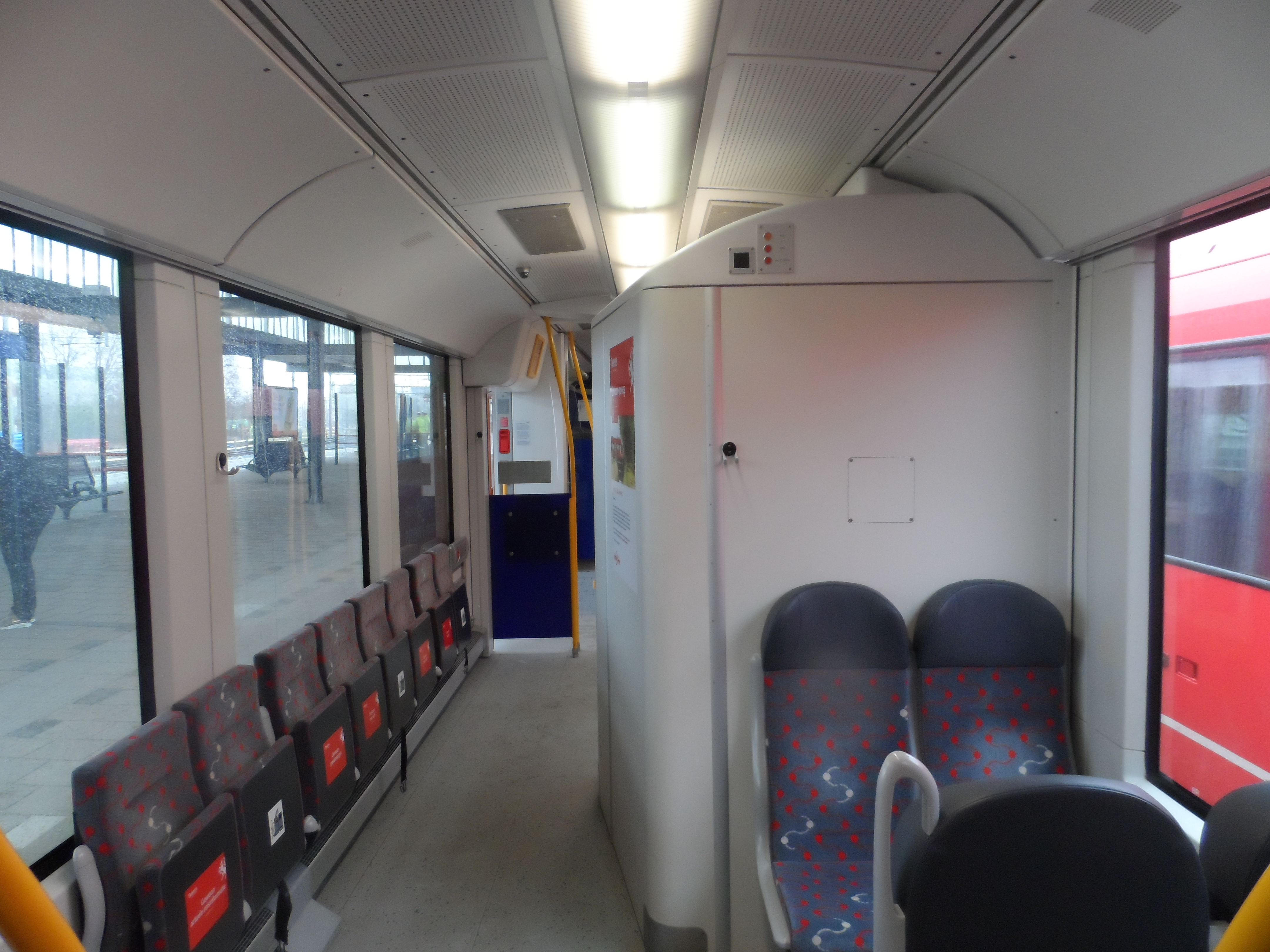
Twents-interieur met toilet
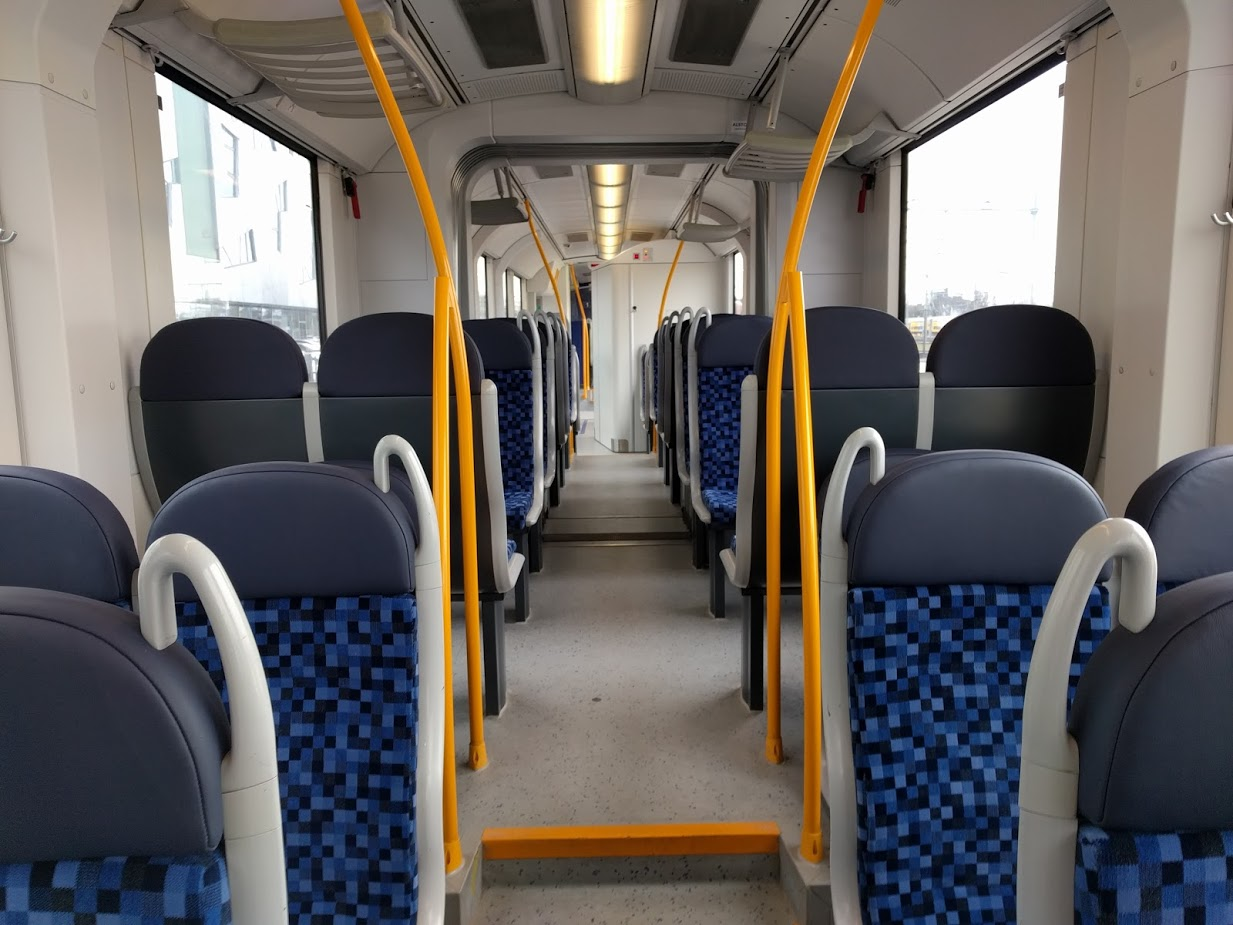
Huisstijl in Arriva Limburg/ZHO LINT 2e klas
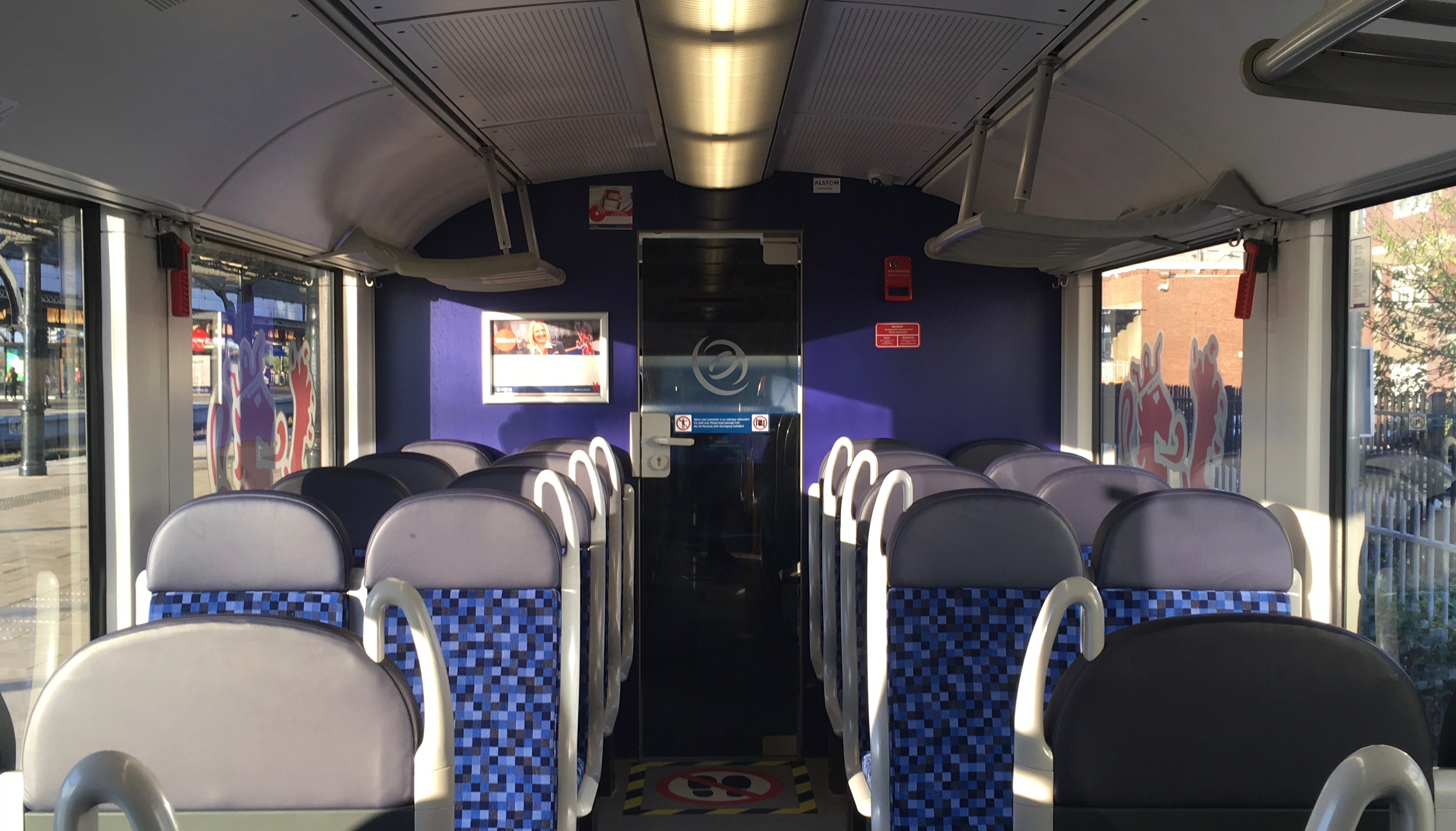
Het 2e klas Interieur in een LINT van Arriva Limburg/ZHO
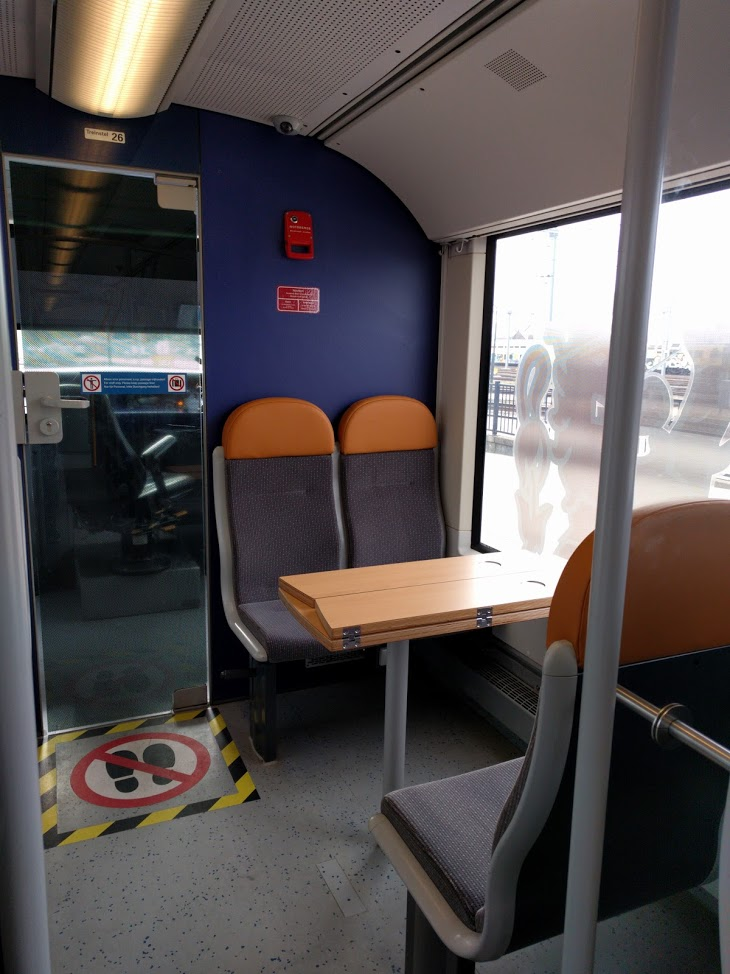
Huisstijl in Arriva Limburg/ZHO LINT 1e klas

### Exterieur

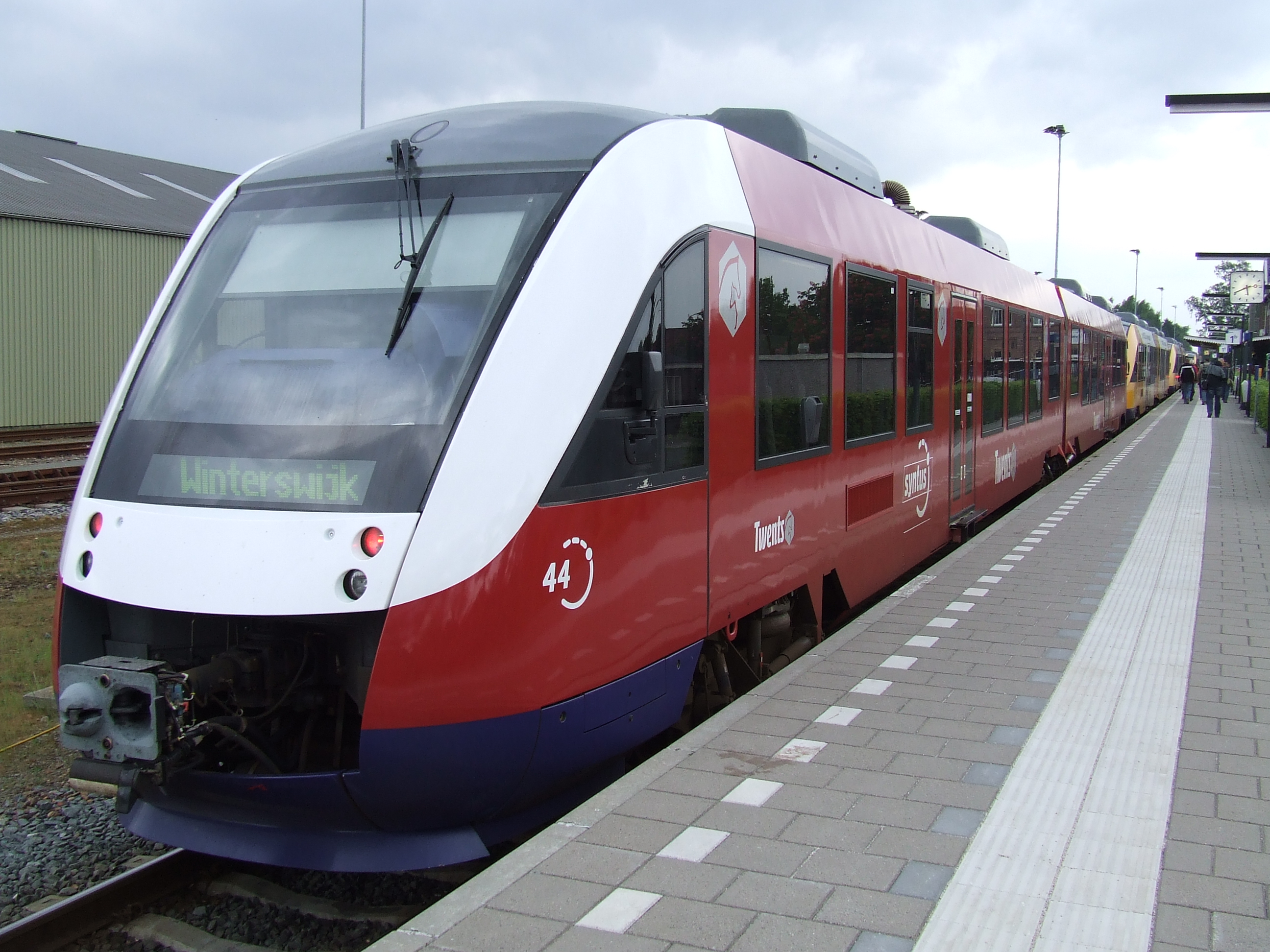
Donkerrode LINT 41/H van Syntus
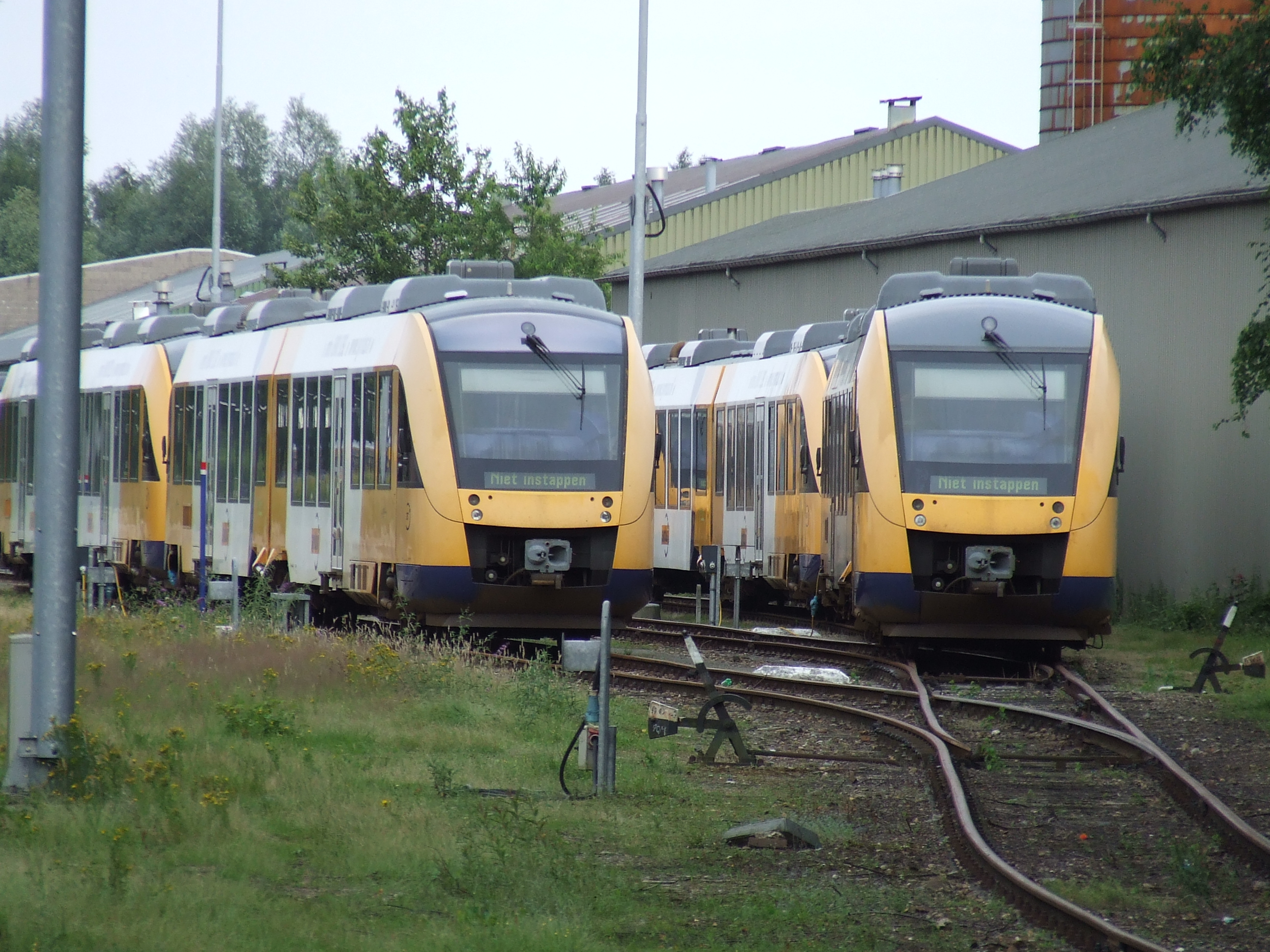
Meerdere LINT 41/H-treinstellen in Winterswijk
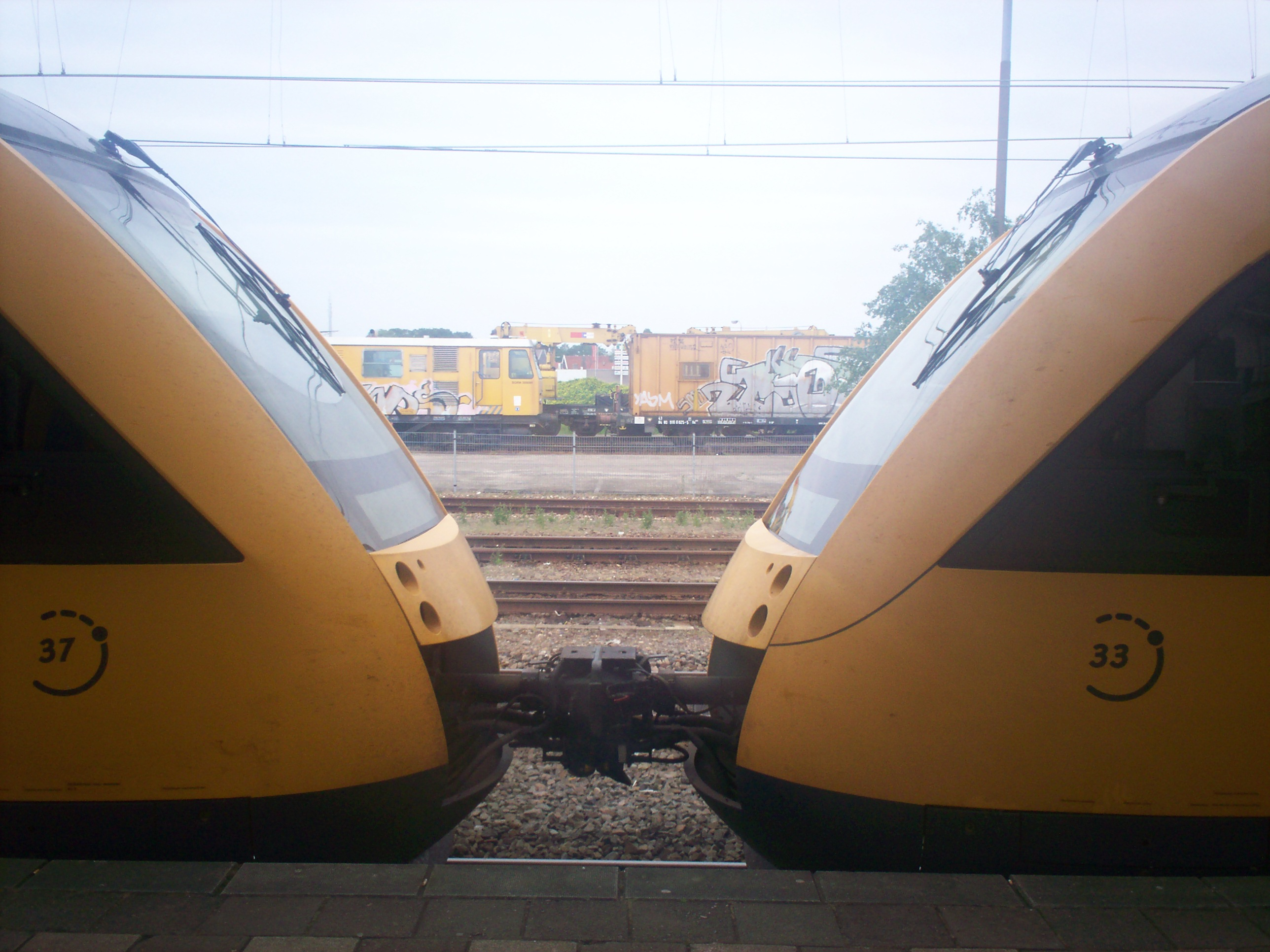
Twee LINT-treinstellen gekoppeld
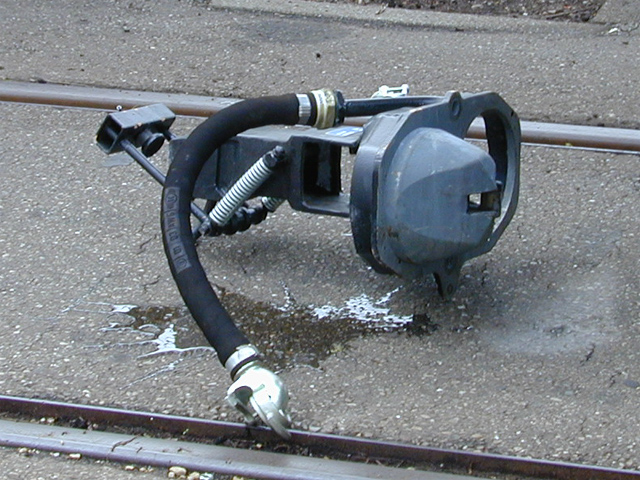
Scharfenberg-hulpkoppeling voor transport met locomotief
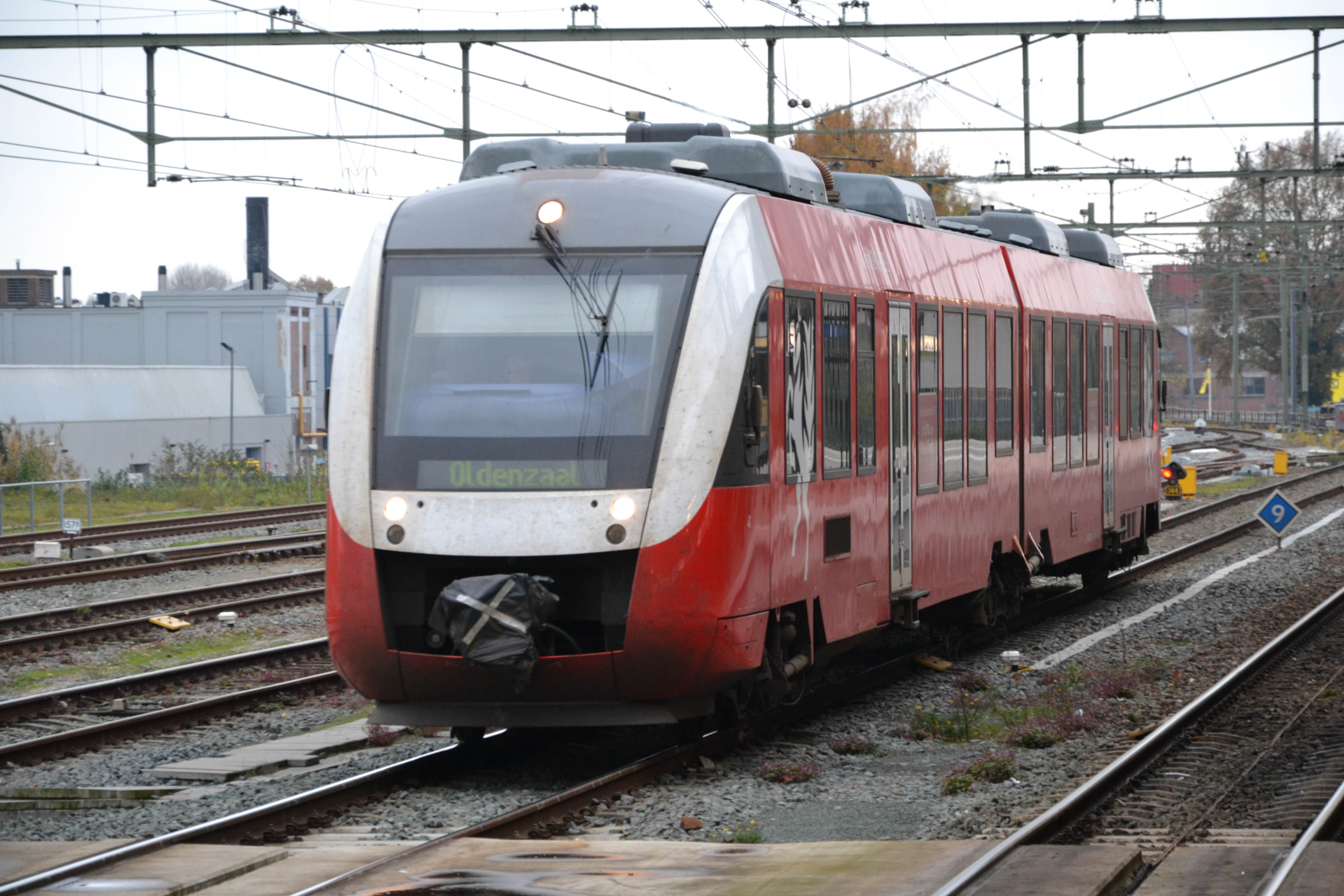
Het gerenoveerde LINT-treinstel 41, als stoptrein naar Oldenzaal, op het station van Hengelo
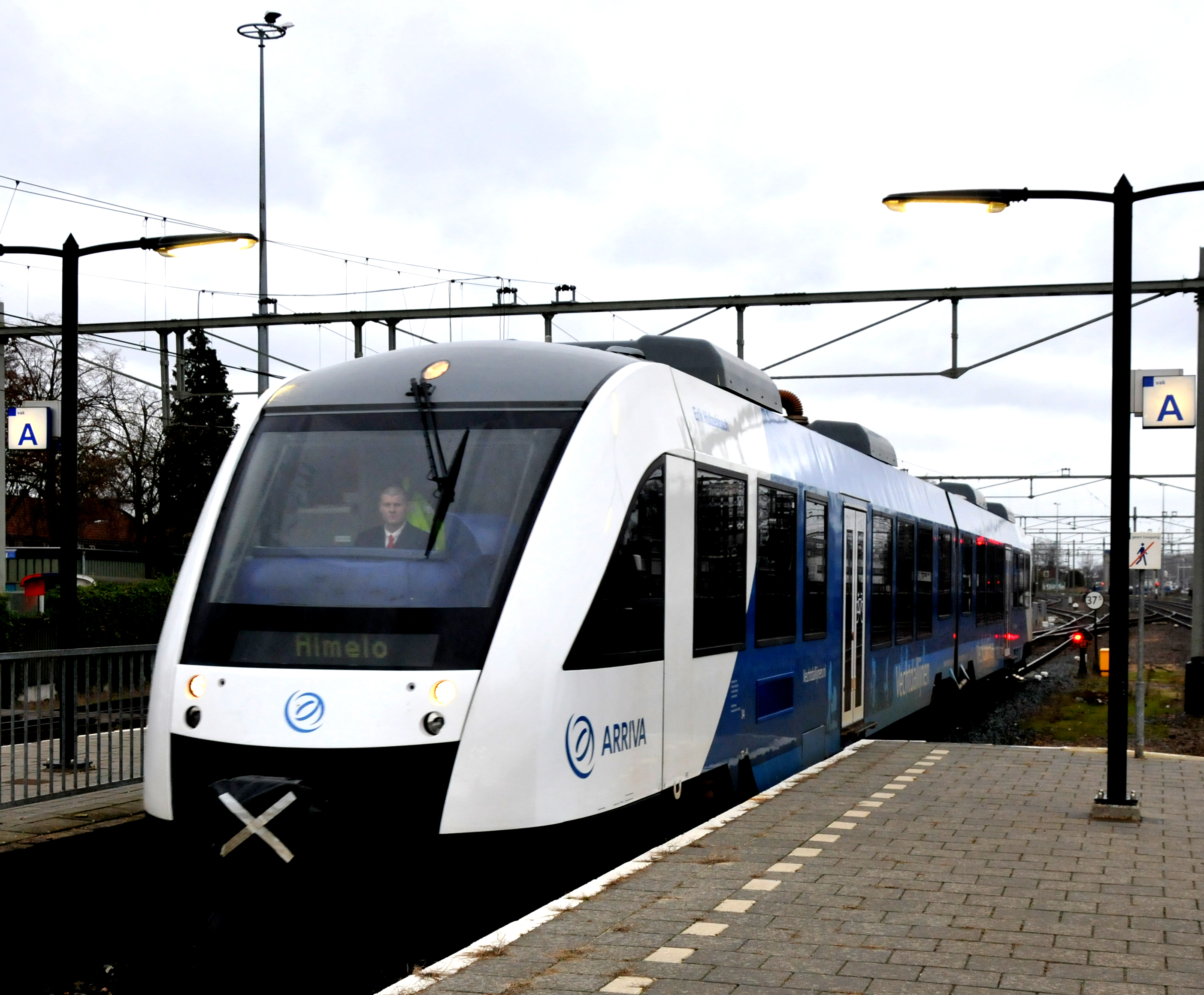
Het gerenoveerde LINT-treinstel 34 van Arriva
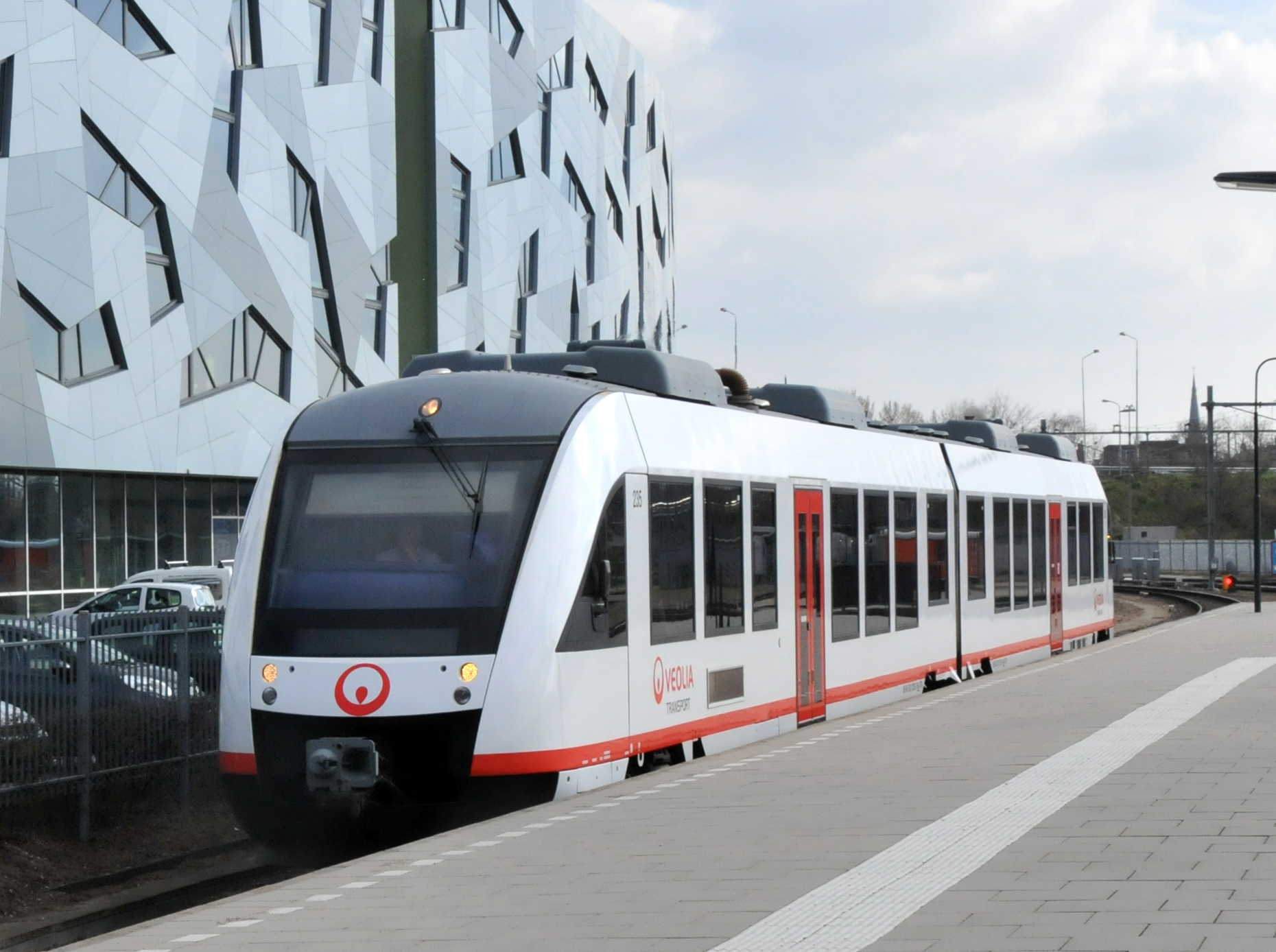
Het gerenoveerde LINT-treinstel 35 van Veolia
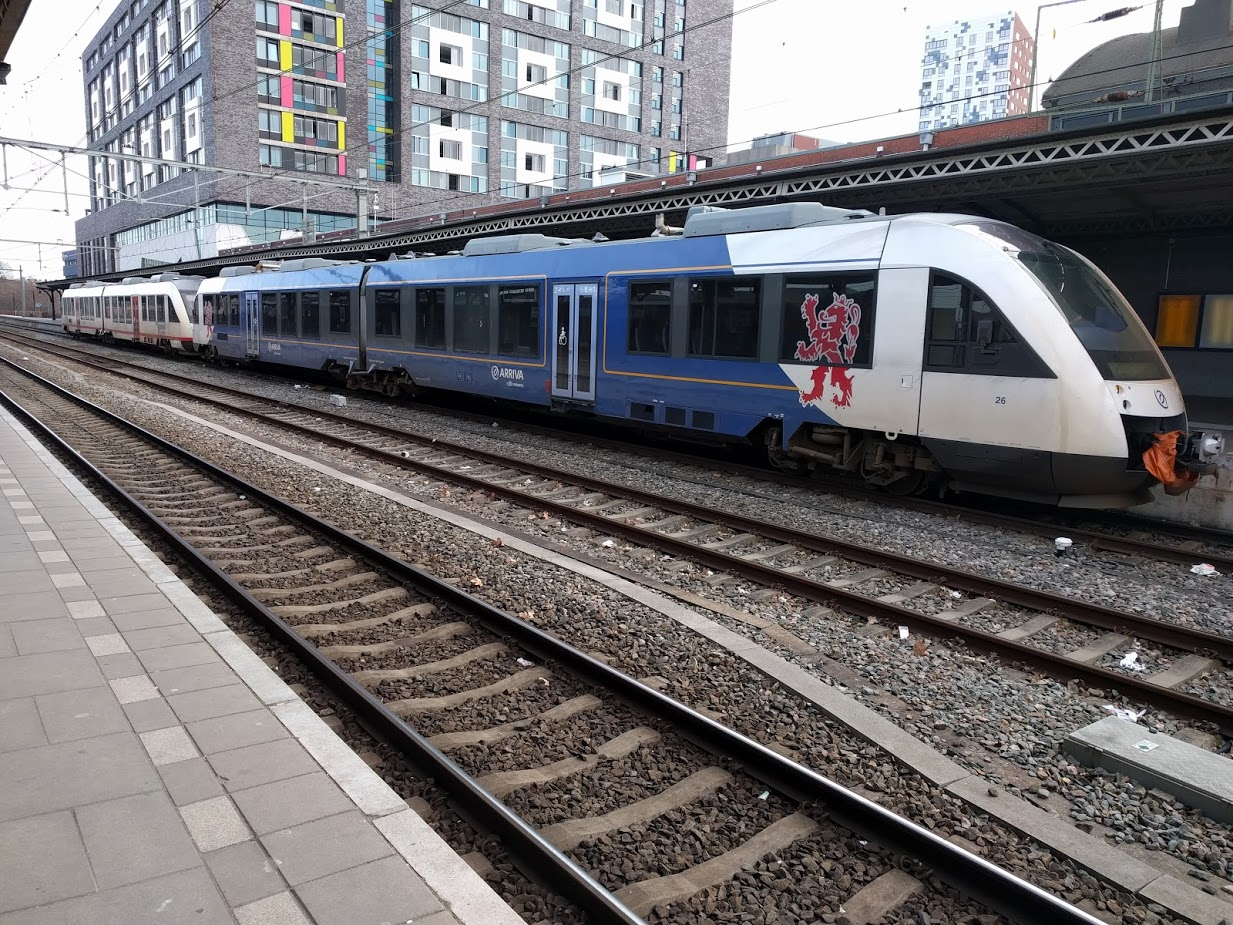
Arriva-LINT-treinstellen. Treinstel 26 in Arriva-huisstijl. Treinstel 37 nog in Veolia-huisstijl
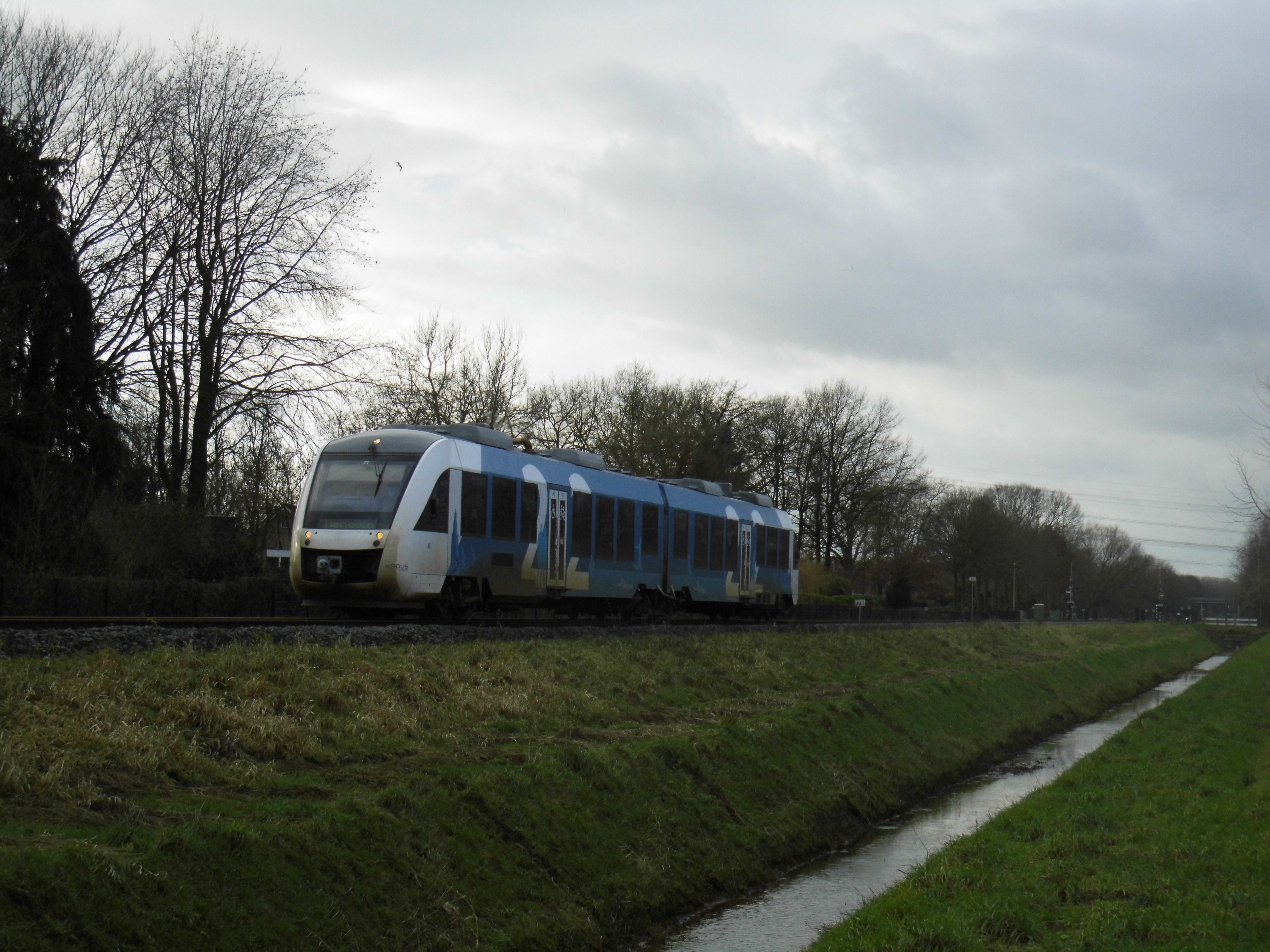
Keolis LINT in Blauwnet-kleurstelling nabij Hengelo Gezondheidspark
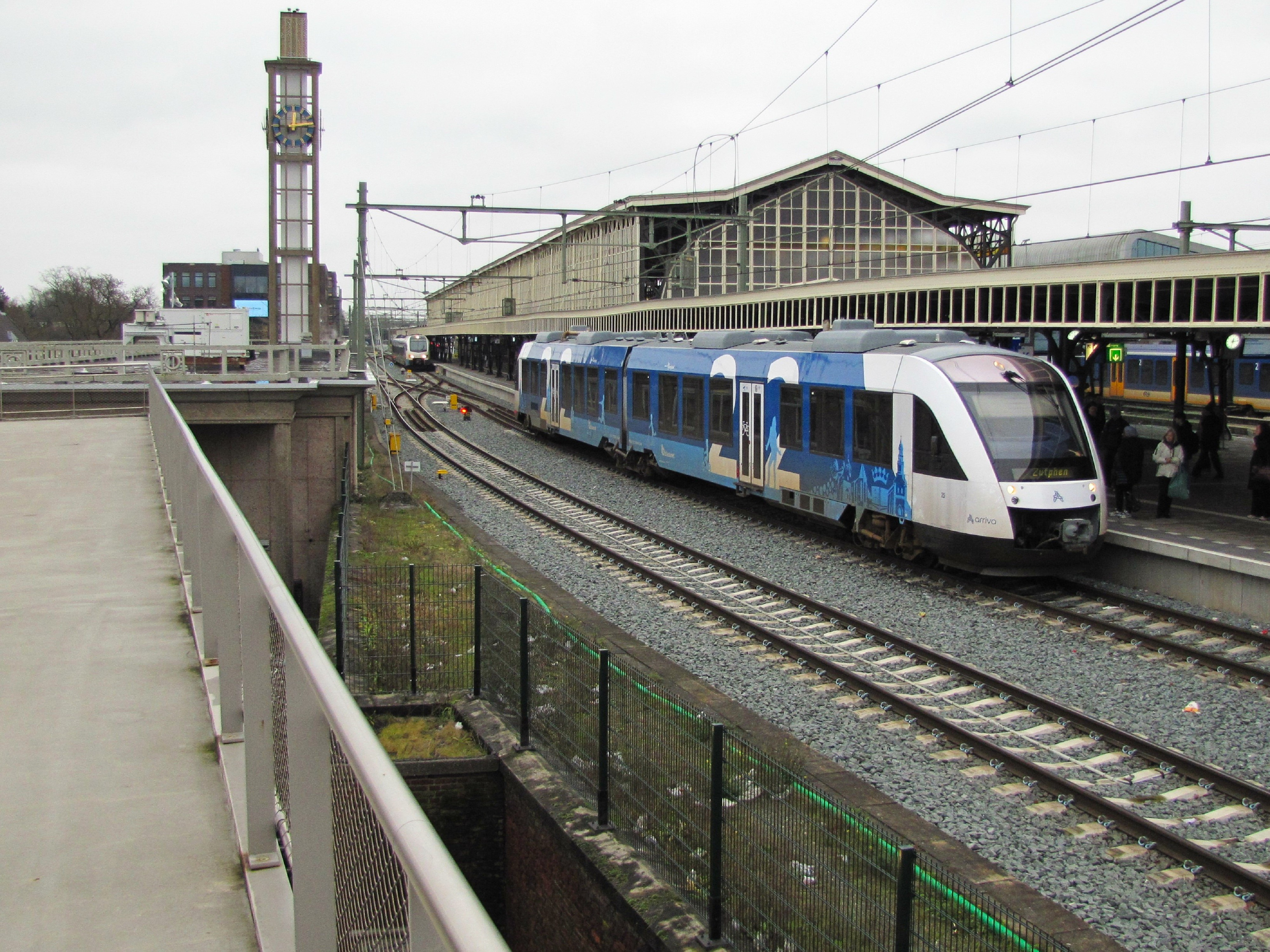
De Arriva LINT 25 in Blauwnet-uitvoering in Hengelo